# 1009 км (зупинний пункт)
1009 кіломе́тр — пасажирський зупинний пункт Дніпровської дирекції Придніпровської залізниці на електрифікованій лінії Павлоград I — Синельникове I між станціями Павлоград I (15 км) та Зайцеве (5 км). Розташований між селами Тернове та Красне Синельниківського району Дніпропетровської області.

## Пасажирське сполучення
На платформі зупиняються приміські електропоїзди до станцій Запоріжжя I, Дніпро-Головний, Лозова та  Синельникове I.